# MS&AD Insurance Group
MS&AD Insurance Group — международная страховая компания, главный офис которой расположен в Токио (Япония). Образована 1 апреля 2008 года под названием Mitsui Sumitomo Insurance Group в результате слияния нескольких японских страховых компаний. Специализация — страхование имущества, в частности автострахование (партнёр Toyota).

## История
Группа объединила несколько страховых компаний, слияния проходили в несколько этапов. Пятью старейшими составляющими являются:
- Mitsui Marine & Fire Insurance — основана в 1918 году как страховая компания дзайбацу Мицуи.
- Sumitomo Marine & Fire Insurance — основана в 1893 году в Осаке как страховая компания дзайбацу Сумитомо.
- Dai-Tokyo Fire & Marine Insurance — основана в 1918 году в Токио, с 1960-х годов в основном специализируется на автостраховании.
- Chiyoda Fire & Marine Insurance — основана в 1897 году, также специализируется на автостраховании, с 1960-х годов основной партнёр Toyota.
- Dowa Fire & Marine Insurance — основана в 1897 годув Йокогаме, с 1950-х годов специализировалась на страховании аэрокосмической отрасли.

В 2001 году произошло слияние страховых компаний Мицуи и Сумитомо в Mitsui Sumitomo Insurance, в том же году объединились Dai-Tokyo и Chiyoda, образовав Aioi Insurance. Также в 2001 году Dowa объединилась с основанной в 1996 году Nissay General Insurance, образовав Nissay Dowa General Insurance. В 2008 году был создан холдинг Mitsui Sumitomo Insurance Group Holdings, в 2010 году в него были включены Aioi Insurance и Nissay Dowa General Insurance, в связи с чем название холдинга было изменено на MS&AD Insurance Group Holdings. Ещё одна составляющая холдинга была основана в 2002 году как совместное предприятие Mitsui Sumitomo Insurance и Citigroup, называвшееся Mitsui Sumitomo CitiInsurance Life Insurance, в 2005 году иностранный партнёр был заменен на MetLife, а в 2011 году его доля была выкуплена.
В 2016 году была куплена британская страховая компания Amlin, в 2017 году — сингапурская First Capital Insurance, в 2021 году — расположенная в США International Transportation and Marine Office.

## Деятельность
За 2020 финансовый год, закончившийся 31 марта 2021 года, выручка группы составила 4,89 трлн иен, из них 3,5 трлн пришлось на страховые премии, 1,45 трлн — на инвестиционный доход. Страховые выплаты составили 1,9 трлн иен. Активы на конец года составили 24,14 трлн, из них 16,79 трлн пришлось на инвестиции в ценные бумаги.
Основные подразделения:
- Страхование в Японии, кроме страхования жизни — занимает треть рынка страны, страховые премии 2,87 трлн иен.
- Страхование жизни в Японии — страховые премии 1,3 трлн иен.
- Зарубежное страхование — присутствует в 49 странах, страховые премии 0,83 трлн иен, из них 41 % приходится на Азию, 36 % на Европу, 23 % на Америку.
- Финансовые услуги
- Управление активами

В списке крупнейших публичных компаний мира Forbes Global 2000 за 2021 год компания заняла 602-е место, в том числе 228-е по размеру выручки, 174-е по активам и 1085-е по рыночной капитализации. В списке Fortune Global 500 компания оказалась на 245-м месте.
|                     | 2010  | 2011   | 2012  | 2013  | 2014  | 2015  | 2016  | 2017  | 2018  | 2019  | 2020  |
| ------------------- | ----- | ------ | ----- | ----- | ----- | ----- | ----- | ----- | ----- | ----- | ----- |
| Оборот              | 3,405 | 3,765  | 4,316 | 4,363 | 4,690 | 5,013 | 5,335 | 5,218 | 5,500 | 5,168 | 4,892 |
| Чистая прибыль      | 0,005 | -0,169 | 0,084 | 0,093 | 0,136 | 0,182 | 0,210 | 0,154 | 0,193 | 0,143 | 0,144 |
| Активы              | 11,45 | 14,54  | 15,91 | 16,88 | 18,79 | 20,30 | 21,23 | 22,47 | 23,13 | 23,20 | 24,14 |
| Собственный капитал | 1,663 | 1,512  | 2,022 | 2,286 | 3,037 | 2,725 | 2,734 | 2,968 | 2,778 | 2,494 | 3,127 |

## Дочерние компании
Основные дочерние компании на 2021 год:
- Mitsui Sumitomo Insurance Co., Ltd. (Япония, основана в 1918 году)
- Aioi Nissay Dowa Insurance Co., Ltd. (Япония, основана в 1918 году)
- Mitsui Direct General Insurance Co., Ltd. (Япония, основана в 1999 году)
- Mitsui Sumitomo Aioi Life Insurance Co., Ltd. (Япония, основана в 1996 году)
- Mitsui Sumitomo Primary Life Insurance Co., Ltd. (Япония, основана в 2001 году)
- MS&AD InterRisk Research Institute & Consulting, Inc. (Япония, основана в 1993 году)
- MSIG Holdings (U.S.A.), lnc. (США, основана в 1988 году)
- Mitsui Sumitomo Insurance USA Inc. (США, основана в 1988 году)
- Mitsui Sumitomo Insurance Company of America (США, основана в 2001 году)
- MSIG Specialty Insurance USA Inc. (США, основана в 1994 году)
- DTRIC Insurance Company, Limited (США, основана в 1978 году)
- Aioi Nissay Dowa Europe Limited (Великобритания, основана в 2017 году)
- Aioi Nissay Dowa Insurance UK Limited (Великобритания, основана в 2017 году)
- Mitsui Sumitomo Insurance Company (Europe), Limited (Великобритания, основана в 1972 году)
- Leadenhall Capital Partners LLP (Великобритания, основана в 2008 году)
- MS Amlin AG (Швейцария, основана в 2010 году)
- MSIG Insurance Europe AG (Германия, основана в 2012 году)
- Aioi Nissay Dowa Life Insurance of Europe AG (Германия, основана в 2005 году)
- MS Financial Reinsurance Limited (Бермудские острова, основана в 2011 году)
- MS Amlin Insurance SE (Бельгия, основана в 2016 году)
- Aioi Nissay Dowa Insurance Company of Europe SE (Люксембург, основана в 2004 году)
- MS First Capital Insurance Limited (Сингапур, основана в 1950 году)
- MSIG Holdings (Asia) Pte. Ltd. (Сингапур, основана в 2004 году)
- MSIG Insurance (Singapore) Pte. Ltd. (Сингапур, основана в 2004 году)
- Aioi Nissay Dowa Insurance Company Australia Pty Ltd (Австралия, основана в 2008 году)
- MSIG Mingtai Insurance Co., Ltd. (Тайвань, основана в 1960 году)
- MSIG Insurance (Hong Kong) Limited (Гонконг, основана в 2004 году)
- Aioi Nissay Dowa Insurance (China) Company Limited (КНР, основана в 2009 году)
- Mitsui Sumitomo Insurance (China) Company Limited (КНР, основана в 2007 году)
- MSIG Insurance (Vietnam) Company Limited (Вьетнам, основана в 2009 году)
- PT. Asuransi Jiwa Sinarmas MSIG Tbk (Индонезия, основана в 1984 году)
- PT. Asuransi MSIG Indonesia (Индонезия, основана в 1975 году)
- MSIG Insurance (Thailand) Public Company Limited (Таиланд, основана в 1983 году)
- MSIG Insurance (Malaysia) Bhd. (Малайзия, основана в 1979 году)
- MSIG Insurance (Lao) Co., Ltd. (Лаос, основана в 2009 году)
- Mitsui Sumitomo Seguros S/A. (Бразилия, основана в 1965 году)
- Cholamandalam MS General Insurance Company Limited (Индия, основана в 2001 году, 40 %)